# Doyle Wolfgang von Frankenstein
Doyle Wolfgang von Frankenstein (született: Paul Caiafa) (Bergen megye, New Jersey, 1964. szeptember 15. –) amerikai gitáros. 

## Pályafutása
Az 1980-as évek elején szerzett ismertséget a horror punk együttes Misfits tagjaként. A zenekar 1983-as feloszlása után bátyjával, a szintén Misfits-zenész Jerry Onlyval létrehozták a rövid életű Kryst The Conqueror nevű együttest. 1995-ben alakították újra a Misfitset, mely azóta is készít lemezeket és koncertezik. 
2007-ben Doyle létrehozta a Gorgeous Frankenstein nevű első önálló projektjét, majd 2013-ban már saját nevén adott ki szólóalbumot.

## Diszkográfia
Misfits
- Walk Among Us (1982)
- Evilive (1982) – koncertalbum
- Earth A.D./Wolfs Blood (1983)
- American Psycho (1997)
- Evillive II (1998) – koncertalbum
- Famous Monsters (1999)

Kryst The Conqueror
- Deliver Us From Evil (1989)

Gorgeous Frankenstein
- Gorgeous Frankenstein (2007)

Doyle
- Abominator (2013)